# Дольола
Дольо̀ла (на италиански: Dogliola, на местен диалект Dëgliolë, Дъльолъ) е село и община в Южна Италия, провинция Киети, регион Абруцо. Разположен е на 445 m надморска височина. Населението на общината е 399 души (към 2010 г.).